# Флаг Локомотивного
Флаг муниципального образования Локомотивный городской округ Челябинской области Российской Федерации — опознавательно-правовой знак, служащий официальным символом муниципального образования.
Ныне действующий флаг утверждён 10 июня 2003 года (как флаг муниципального образования «ЗАТО посёлок Локомотивный», после муниципальной реформы 2006 года — Локомотивный городской округ) и внесён в Государственный геральдический регистр Российской Федерации с присвоением регистрационного номера 1260.

## Описание
Первый флаг посёлка был утверждён 21 августа 2000 года постановлением поселкового Совета депутатов ЗАТО Локомотивный № 44. Описание флага гласило:

Флаг ЗАТО пос. Локомотивный представляет собой полотнище синего цвета, который символизирует величие, красоту, ясность. В левом верхнем углу флага негеральдическая фигура, изображающая каменную стену серого цвета, символ неприступной крепости, твёрдости, мужества. На фоне стены эмблема РВСН золотого цвета, как символ принадлежности ЗАТО к градообразующему объекту. Соотношение сторон полотнища — 2:1.

По рекомендации Геральдического совета при Президенте Российской Федерации дизайн флага и герба были переработаны Союзом геральдистов России и 10 июня 2003 года, постановлением поселкового Совета депутатов ЗАТО посёлок Локомотивный № 25, был утверждён ныне действующий флаг ЗАТО Локомотивный:

Флаг посёлка Локомотивного представляет собой прямоугольное полотнище с соотношением ширины к длине 2:3, разделённое по горизонтали на две неравные полосы: верхнюю красную в 3/10 ширины полотнища и белую, мурованную чёрным с пятью зубцами в 1/8 ширины полотнища и четырьмя просветами, несущую в центре фигуры из герба посёлка: синие меч и крылья.

## Обоснование символики
Композиция флага посёлка Локомотивного — закрытого административно-территориального образования, аллегорически показывает основной профиль жизнедеятельности жителей посёлка, связанный с Ракетными войсками стратегического назначения.
Главными фигурами являются меч с крыльями.
Меч — символ защиты и справедливости, как священный и ритуальный предмет, воплощает отвагу, твёрдость духа, власть. Меч это одновременно и готовность к защите, это храбрость, героизм. Традиционно в геральдике меч, обращённый прямо и вверх, это знак памяти о павших, подвигах и героях.
С крыльями связана идея духовного взлёта, восхождения на высшие уровни бытия. Вместе с этим, крылья заключают в себе идею взлёта, аллегорически отображают профиль посёлка.
Синий цвет (лазурь) — символ истины, чести, добродетели, славы, верности, искренности.
Стена — символ, твёрдости, мужества, и, вместе с тем, надёжности и самостоятельности.
Белый цвет (серебро) — символ совершенства, благородства, чистоты, веры, мира.
Красная часть флага подчёркивает символику и символизирует храбрость, мужество, красоту, труд.